# Усатий Іван
Іван Усатий (18 серпня 1940, Тирасполь) — радянський гандболіст українського походження. Майстер спорту. Учасник Олімпійських ігор 1972 року.

## Спортивні досягнення
Виступав за гандбольний клуб «ЦСКА» (Москва).
У складі збірної СРСР учасник гандбольного гурніру на XX Олімпійських іграх (Мюнхен, 1972).